# Ishtar Lakhani
Ishtar Lakhani (1985) es una activista feminista de Sudáfrica, cuyo trabajo se ha centrado en cuestiones referidas a las conquistas de la justicia social, en particular los derechos de las trabajadoras sexuales. En 2020, la BBC la incorporó a su lista de 100 mujeres más influyentes.

## Biografía
Ishtar Lakhani nació en 1985. Estudió en la Universidad de Witwatersrand donde obtuvo una maestría en antropología. Desde que se graduó, su carrera profesional ha abarcado diferentes campos, desde la coordinación de una red de defensa feminista radical para sobrevivientes de violencia sexual, la Campaña One in Nine, hasta la elaboración de sándwiches revolucionarios en Love and Revolution, la librería activista, cafetería y espacio comunitario que fundó en Johannesburgo.
De 2014 a 2019 Ishtar Lakhani  fue directora de Sensibilización y Derechos Humanos de Sweatde y derechos humanos del Sex Education and Advocacy Working Group (SWEAT), una organización con sede en Sudáfrica. También ha trabajado con organizaciones de justicia social fortaleciendo sus enfoques y trabajos en la defensa de los derechos humanos.
Para Ishtar Lakhanil la creatividad es clave en su forma de practicar el activismo. Ha trabajado con organizaciones de todo el mundo para desarrollar campañas creativas de defensa de los derechos de las trabajadoras sexuales en Sudáfrica, también ha desarrollado su actividad en la defensa de los derechos sobre la autonomía e integridad corporal de las mujeres en el sur de África, contrarrestando la islamofobia en Sri Lanka y el aumento del autoritarismo en varios países.
Durante 2020, Ishtar Lakhani trabajó en la campaña Free the Vaccine, que fue coordinada por el Centro de Activismo Artístico y Universidades Aliadas por Medicamentos Esenciales (UAEM). Esta campaña tenía como objetivo garantizar que una vacuna COVID19 tuviera un precio razonable, estuviera disponible para todas las personas y que fuera gratuita en el punto de entrega.

## Premios y reconocimientos
- Ishtar Lakhani fue incluida en la lista de las 100 mujeres más influyentes de 2020 de la BBC, una lista de premios que se publica anualmente.[13]
- Lakhani formó parte de la lista de Mail and Guardian Top 200 Young South Africans.[14]
- Ishtar Lakhani está incluida entre las 15 mujeres de todo el mundo que destacaron en la lucha contra la pandemia del Covid-19, junto con investigadoras, médicas, ingenieras, políticas y jefas de estado, como:  Angela Merkel, Ester Sabino, Jaqueline Gomes de Jesus, Nisreen Alwan, Somaya Faruqi, Jacinda Ardern, Febfi Setyawati, Sarah Gilbert, Lauren Gardner, Katrín Jakobsdóttir, Tsai Ing-wen, Jeong Eun-Kyeong, Elizabeth Anionwu y Wang “Fang” Fang.[15]